# Bolfánek

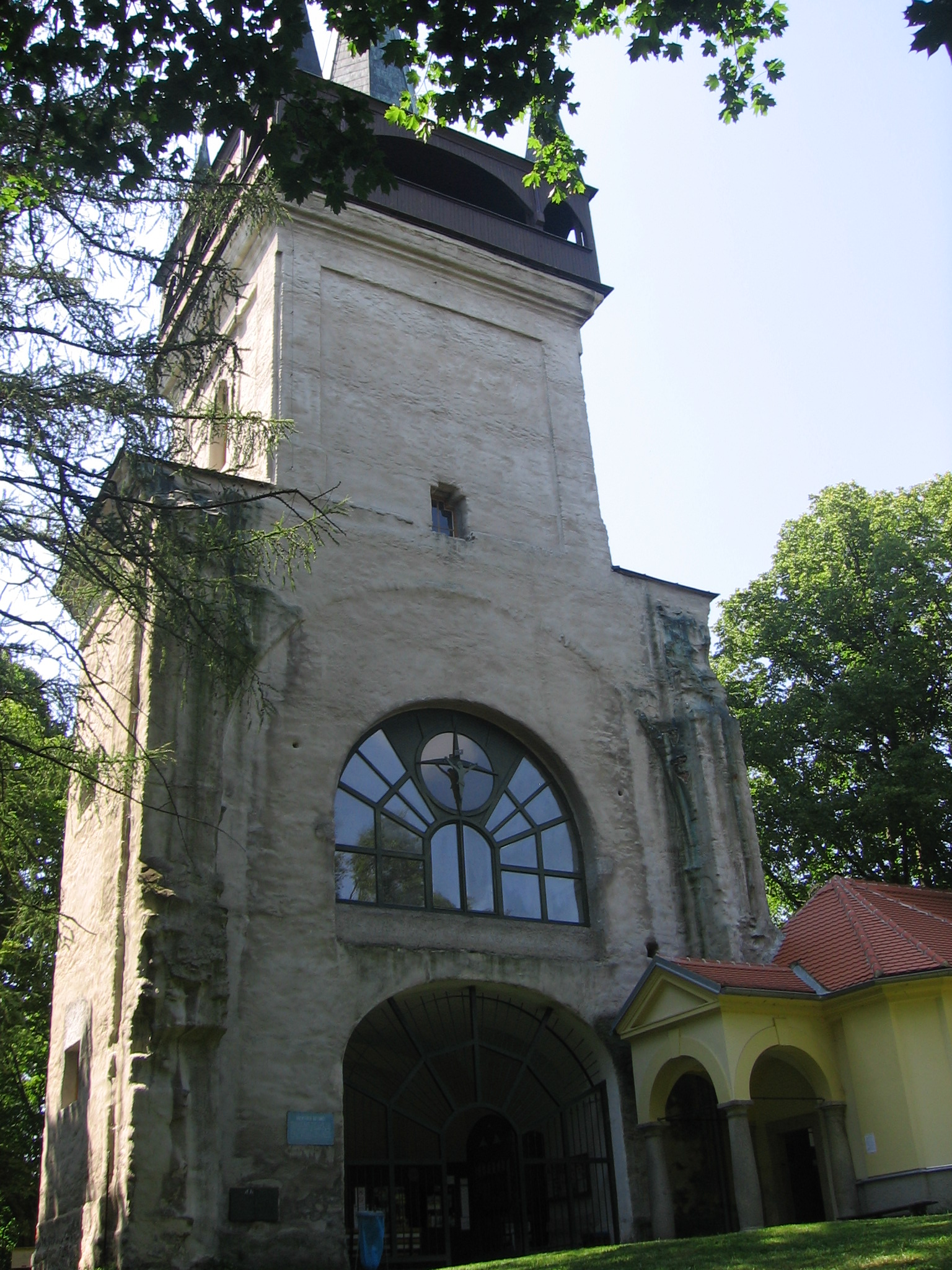
Bolfánek

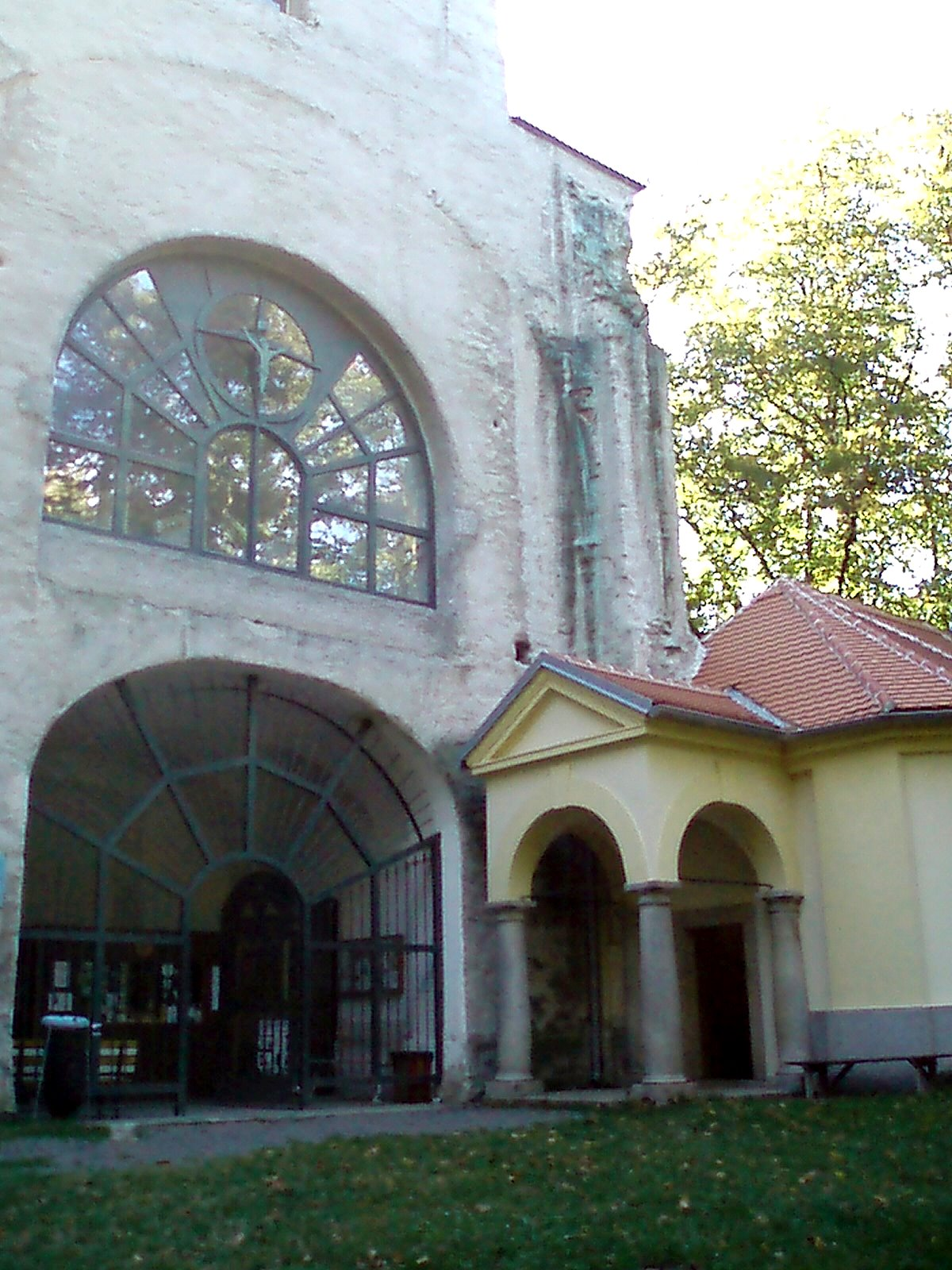
Eingang zum Aussichtsturm und zur Kapelle St. Wolfgang

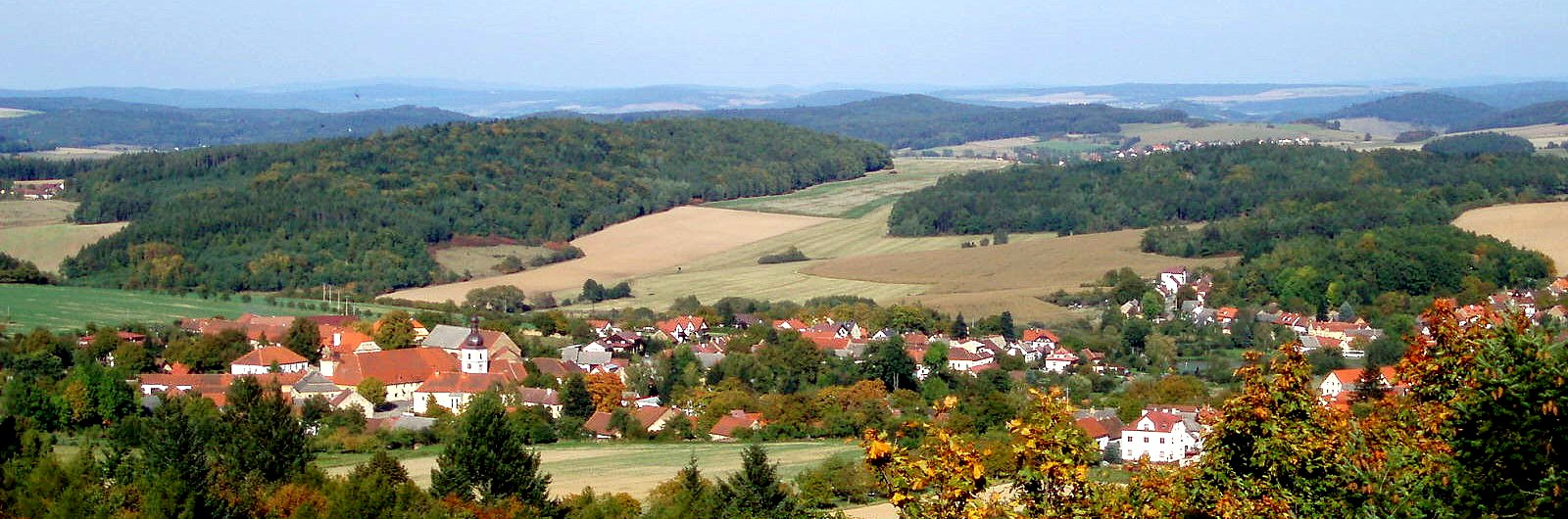
Blick vom Bolfánek auf Chudenice

Der Bolfánek ist ein Aussichtsturm bei Chudenice in Tschechien. Es handelt sich um den ehemaligen Kirchturm der Wallfahrtskirche St. Wolfgang, von der sich auch sein Name ableitet.

## Geographie
Der 45 m hohe Turm befindet sich einen reichlichen Kilometer südwestlich von Chudenice auf dem Gipfel des Žďár (583 m). Nordöstlich liegt der Friedhof Chudenice mit der Kapelle der hl. Anna, südlich das Schloss Lázeň - St. Wolfgang und im Nordwesten der Amerikanische Garten. Zur Aussichtsplattform führen 138 Stufen.
Vom Bolfánek ist eine Rundsicht zu den Gipfeln des Böhmerwaldes, Oberpfälzer Waldes und der Siebenberge sowie bis nach Pilsen, zur Burg Radyně und der Brdská vrchovina möglich. Bei guter Fernsicht sind auch das Erzgebirge und die Alpen erkennbar.

## Geschichte
Der Legende nach soll der hl. Wolfgang von Regensburg im Jahre 973 von Regensburg nach Prag zur Amtseinführung des ersten Prager Bischofs Thietmar gereist sein. Nach einem Nachtlager auf dem Berg bei Chudenice soll er dort eine Kapelle angelegt haben.
Die älteste schriftliche Nachricht über die Kapelle St. Wolfgang stammt aus dem Jahre 1650. Franz Josef Czernin von und zu Chudenitz ließ an ihrer Stelle zwischen 1722 und 1725 nach Plänen von Franz Maximilian Kaňka eine barocke Wallfahrtskirche und daneben eine Einsiedelei anlegen. Das einschiffige Bauwerk hatte eine Länge von 26 Metern, östlich des Zwiebelturmes schlossen sich das rechteckige Schiff und der Chor an. Prokop Adalbert Czernin von und zu Chudenitz ließ 1772 an die Kirche über einem Stein, der angeblich die Abdrücke der Füße und des Bischofsstabes des hl. Wolfgang trug, eine Kapelle anbauen.
Im Zuge der Josephinischen Reformen wurde die Wallfahrtskirche St. Wolfgang 1786 aufgehoben. In den nachfolgenden Jahren wurde die Kirche ausgeplündert und demoliert. Die verfallene Kirche St. Wolfgang wurde 1810 bis auf den Torso des Turmes abgerissen und als Baumaterial für herrschaftliche Stallungen verwendet. 1829 hielt Josef Dobrovský in der wüsten Kirche eine slawische Messe ab.
Eugen Karl Czernin von und zu Chudenitz ließ den Kirchturm zwischen 1844 und 1845 vom Mauermeister Jan Kubát aus Puschberg zu einem Aussichtsturm umgestalten, dabei erhielt er auch eine neue neogotische Dachkonstruktion mit einem Aussichtspavillon und fünf Dachtürmchen, die dem Schwarzen Turm in Klatovy nachempfunden wurde. 1897 ließ Jaromir Czernin von und zu Chudenitz die neben dem Turm befindliche St.-Wolfgang-Kapelle wieder herrichten und umgestalten.

## St.-Wolfgang-Kapelle
Die Kapelle steht über dem Felsen, auf dem der hl. Wolfgang genächtigt haben soll. Dem Stein, auf dem sich angeblich Fußabdrücke des Bischofs und eine Delle von seinem Bischofsstab befinden sollen, werden Heilkräfte zugeschrieben. Das Altarbild stellt die Segnung des Städtchens Chudenice durch den hl. Wolfgang dar und ist ein Werk von Franziska Gräfin Czernin von und zu Chudenitz.